# 佩采爾
佩采爾是匈牙利的城鎮，位於該國中部，距離首都布達佩斯約20公里，由佩斯州負責管轄，面積43.63平方公里，2011年人口15,338，其中約一半居民信奉天主教。

## 外部連結
- Street map （匈牙利文）
- Pécel's Official Website
- Aerial photographs of Pécel （页面存档备份，存于）